# Sprengpatrone
La Sprengpatrone (cartucho explosivo, en español) era una granada de fusil alemana que fue empleada por la Wehrmacht durante la Segunda Guerra Mundial. Fue diseñada para dispararse desde la pistola de bengalas Kampfpistole.  

## Diseño
Esta granada de fusil podía dispararse desde la Kampfpistole. Esta última era una pistola de bengalas monotiro, con cañón basculante y de retrocarga. La Kampfpistole era una variante con cañón de ánima estriada de la primigenia Leuchtpistole 34. La Sprengpatrone fue diseñada para ofrecer a los soldados alemanes una granada de fusil pequeña y ligera con la cual podían atacar objetivos a corta distancia que no podían ser atacados satisfactoriamente por armas de infantería o artillería sin poner en peligro a las tropas amigas. Era empleada para efectuar disparos directos en ángulos bajos. No se recomendaba su uso más allá de 180 m (200 yardas) a causa de su imprecisión, o a menos de 46 m (50 yardas) debido al riesgo de las esquirlas.
Esta granada consistía en un casquillo de aluminio con una cápsula fulminante en el centro de su culote, una carga propulsora de pólvora negra y un proyectil de acero cargado con PETN que montaba una espoleta de impacto en su punta. El proyectil tenía una manga externa de aluminio estriada, que se encajaba en las estrías del ánima del cañón de la Kampfpistole. Su espoleta contenía un percutor que estaba separado del detonador por seis esferas de acero, mantenidas en posición por un collar de acero sostenido por tres pasadores de aluminio. Un resorte separaba al percutor y a la cápsula fulminante del iniciador, que a su vez estaba separado de la carga explosiva por un espacio vacío. Cuando el proyectil impactaba su blanco, la espoleta de su punta percutía la cápsula fulminante, que a su vez encendía el iniciador y lo hacía detonar.

## Galería

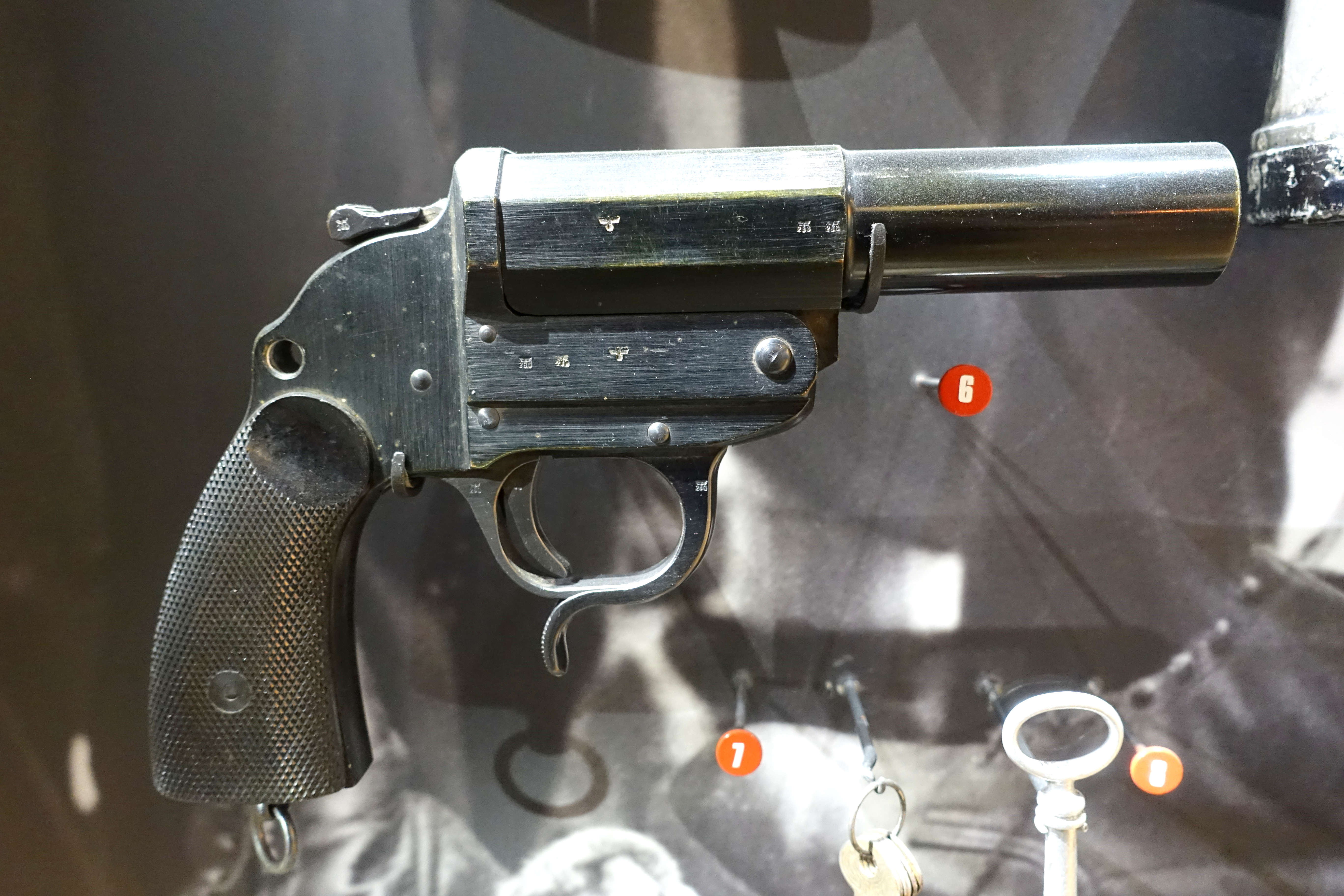
Una Leuchtpistole 34.